# Jurij Siemiencow
Jurij Anatoljewicz Siemiencow, ros. Юрий Анатольевич Семенцов (ur. 19 czerwca 1915 w Kijowie, zm. 29 października 1992 r.) – radziecki chemik, emigracyjny działacz naukowy i skautowski, publicysta, wykładowca akademicki
W II poł. lat 20. należał do podziemnej organizacji skautowskiej. W 1932 r. ukończył szkołę średnią, zaś w 1937 r. studia chemiczne na uniwersytecie w Kijowie. W tym czasie był członkiem nieoficjalnego kręgu studenckiego, na zebraniach którego czytano teksty na tematy literackie, zabronione przez władze sowieckie. Następnie wykładał w Instytucie Przemysłu Skórzanego. Po zajęciu miasta przez wojska niemieckie w II poł. września 1941 r., kontynuował pracę naukową jako chemik. W 1943 r. wyjechał do III Rzeszy. Po zakończeniu wojny przebywał w obozach dla uchodźców cywilnych w zachodnich Niemczech. Nauczał tam chemii. Przy pomocy polskich emigrantów udało mu się uniknąć deportacji do ZSRR. W 1951 r. przybył do USA, gdzie jako docent wykładał w Moravian College w Bethlehem, a następnie w Lafayette College w Easton. Napisał kilkanaście prac naukowych dotyczących chemii. Był członkiem m.in. Akademii Nauk Stanu Pensylwania, Amerykańskiego Stowarzyszenia Chemików, Rosyjskiej Grupy Akademickiej w USA. Jednocześnie należał do Organizacji Rosyjskich Młodych Wywiadowców. Brał udział w opracowywaniu czasopism skautowskich (np. „Odinoczka”). Stał na czele oddziału skautów. Współpracował z Funduszem Św. Serafima, organizującym letnie obozy młodzieżowe. Prowadził na nich odczyty o historii rosyjskiej. W emigracyjnej prasie rosyjskiej i prasie amerykańskiej publikował liczne artykuły o charakterze antykomunistycznym i antysowieckim. Część z nich wyszła pod pseudonimem „Kułaga”.